# Тамбомачай

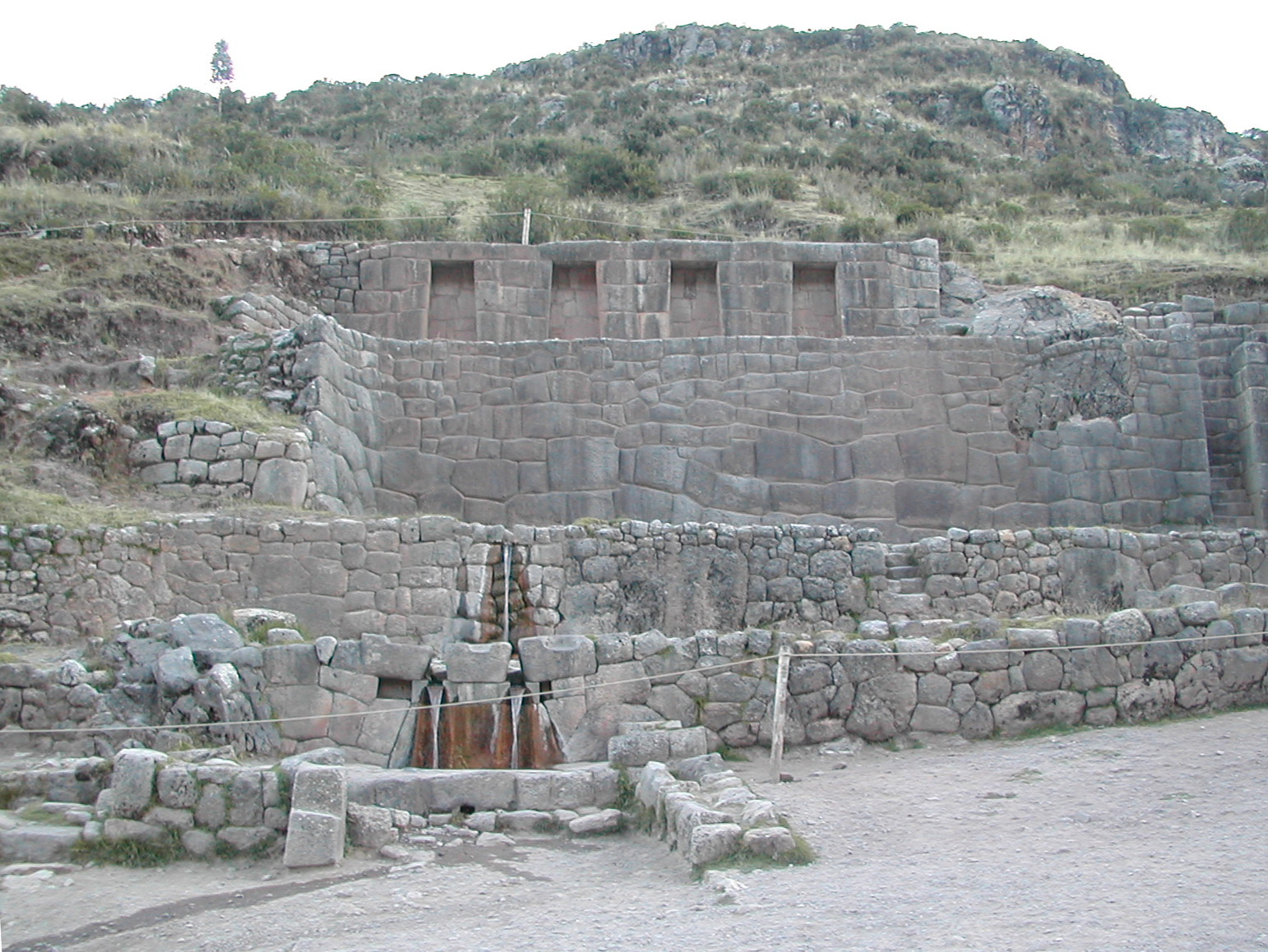
Вид на руїни Тамбомачай

Тамбомачай (латиніз.Tambomachay, кеч. Tampumachay [tanpu mach'ay], дос. «місце відпочинку», «курорт») — археологічна пам'ятка в Перу поблизу Куско. Була присвячена культу води, тут любив відпочивати Великий Інка. Пам'ятка також іноді називається лазнями інків (Balneario Inca).
Складається з серії акведуків, каналів та різних водних каскадів, що стікають скелями. З основного каскаду інки зробили два каскади абсолютно однакових за розміром: якщо одночасно в обидва вставити по пляшці з водою, то вони наповняться одночасно.
Тут в інкські часи знаходилися сади правителів, які зрошувалися за допомогою складної системи каналів, спеціально створених для їхнього підживлення. Тут же знаходився контрольний пункт для тих, хто прибував з Антісуйу.